# Кашперовка (Винницкая область)
Ка́шперовка (укр. Кашперівка) — село на Украине, находится в Казатинском районе Винницкой области.
Код КОАТУУ — 0521483003. Население по переписи 2001 года составляет 716 человек. Почтовый индекс — 22121. Телефонный код — 4342.
Занимает площадь 2,094 км².

## Адрес местного совета
22121, Винницкая область, Казатинский р-н, с.Кашперовка, ул.Лесная, 1